# Kāmaloka

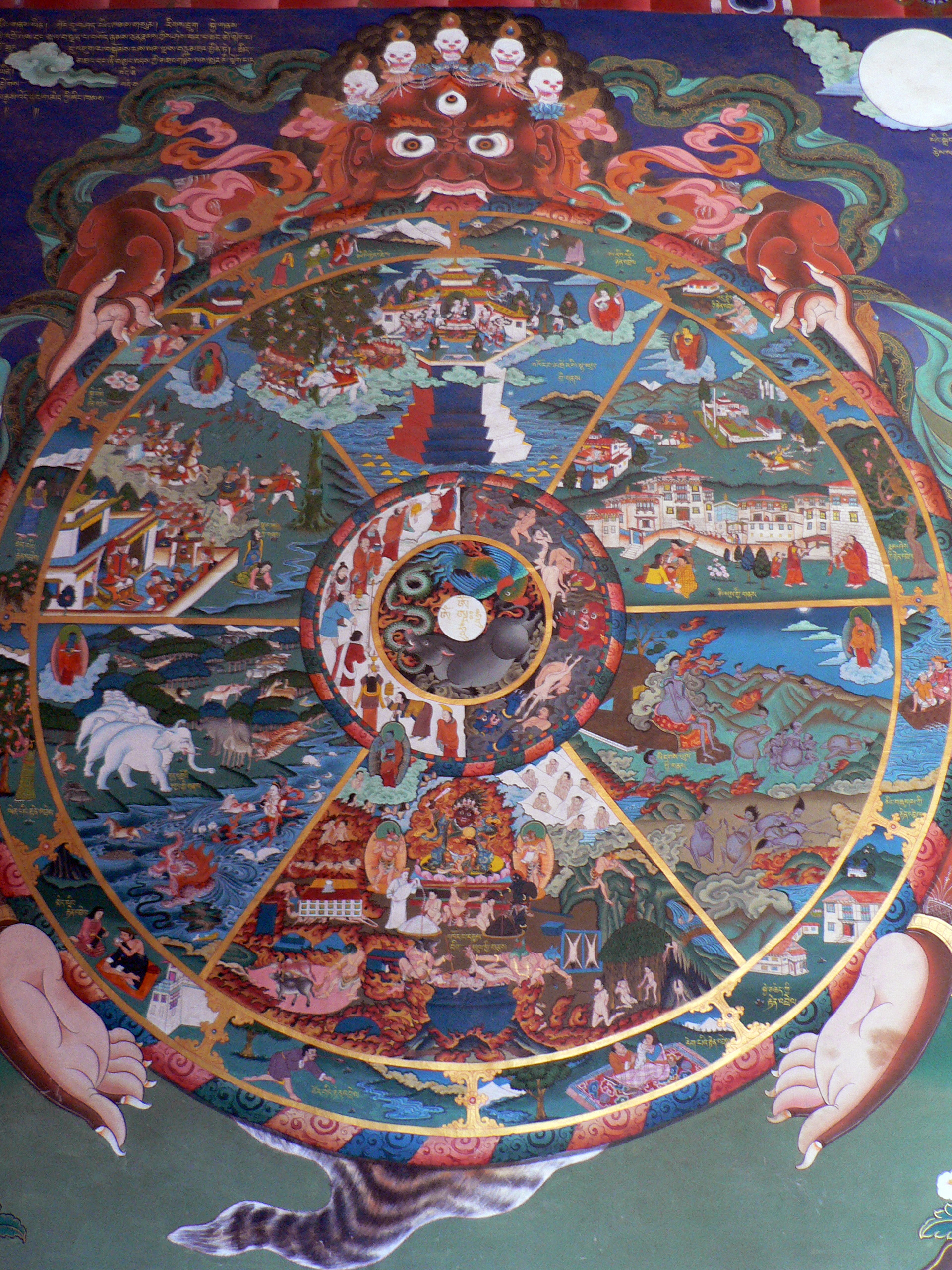
La roue de la vie, avec la représentation des six mondes.

Dans le bouddhisme, kāmaloka, ou kāmadhatu est le monde du désir, un des trois mondes, le plus bas, dans la cosmologie bouddhiste et il est en grande partie le samsāra. Il est lui-même constitué de six mondes, dont les trois premiers correspondent aux renaissances inférieures et les trois derniers aux renaissances plus fortunées. Les six mondes sont représentés dans l'image de la roue de la vie.

## Le monde des enfers
On y renaît sous l'empire de la colère, de la haine et de l'agressivité. Il existe de nombreuses sortes d'enfers, dont les enfers froids et les enfers chauds. Dans ces derniers, on trouve, par exemple, l'enfer des « lignes noires » : ces lignes sont dessinées sur les corps des suppliciés et servent de guide de découpage à la scie. De manière générale, les durées de « vie » dans les enfers sont très longues. On dit que le suicide amène des réincarnations dans des mondes infernaux car on est appelé à revivre de très nombreuses fois son geste.
Associé à la couleur noire et à la syllabe HOUNG du mantra de Tchenrézi Om̐ Maṇipadme hūm (ॐ मणिपद्मेहूम्).

## Le monde des pretas, ou esprits avides
On y renaît sous l'empire de l'avarice. On décrit ses « habitants » comme des êtres possédant une grosse tête, un cou filiforme et un gros ventre. Ceux-ci ont à leur disposition toutes les nourritures dont ils peuvent rêver mais ne peuvent les absorber sans d'atroces douleurs. On parle aussi de monde des fantômes affamés. Beaucoup de défunts en souffrance, pas nécessairement encore réincarnés dans le monde humain, et encore dans le bardo de la mort à la naissance, peuplent ce monde.
Associé à la couleur rouge et à la syllabe ME du mantra de Tchenrézi Om̐ Maṇipadme hūm (ॐ मणिपद्मेहूम्).

## Le monde des animaux
On y renaît sous l'empire de l'ignorance et de la stupidité.
On y distingue :
- les animaux sauvages (ou libres)
- les animaux domestiqués ou asservis
- les animaux volants

Associé à la couleur bleue et à la syllabe PAD du mantra de Tchenrézi Om̐ Maṇipadme hūm (ॐ मणिपद्मेहूम्).

## Le monde humain
C'est le monde dont nous faisons l'expérience quotidienne. On y renaît surtout par attachement à notre corps et sous l'empire du désir. Nous ne pouvons alors pas résister au spectacle de nos futurs parents faisant l'amour et nous nous précipitons vers la matrice qui va nous accueillir. Seul le monde humain permet d'accéder à l'éveil : on parle de précieuse existence humaine.
Associé à la couleur jaune et à la syllabe NI du mantra de Tchenrézi Om̐ Maṇipadme hūm (ॐ मणिपद्मेहूम्).

## Le monde desasuras, ou demi-dieux
On y renaît sous l'empire de la jalousie et de l'envie. Ce monde est plus spirituel que celui des humains, mais on y passe quand même une bonne partie de son temps à se battre avec les dieux du monde des dieux, sous l'empire de la jalousie. On parle aussi de monde des titans.
Associé à la couleur verte et à la syllabe MA du mantra de Tchenrézi Om̐ Maṇipadme hūm (ॐ मणिपद्मेहूम्).

## Le monde des dieux
On y renaît sous l'empire de l'orgueil. Ces « dieux » ou deva sont encore bien loin de la réalisation. Ils connaissent certes une profonde absorption méditative, mais sont trop attachés à leur état. Ne travaillant guère la compassion et les autres formes de sagesse, ils finissent tôt ou tard par « chuter » lorsqu'ils sont parvenus au terme de leurs mérites accumulés. La chute est en général douloureuse puisque la renaissance a souvent lieu dans un des mondes infernaux.
Associé à la couleur blanche et à la syllabe OM du mantra de Tchenrézi Om̐ Maṇipadme hūm (ॐ मणिपद्मेहूम्).